# Trasa W-Z w Łodzi
Trasa W-Z – główna arteria komunikacyjna Łodzi na kierunku wschód–zachód łącząca dwa największe łódzkie osiedla Widzew Wschód (na wschodzie) i Retkinię (na zachodzie).

## Opis trasy
„Trasa W-Z” – tym określeniem pod koniec lat 70. XX wieku nazwano zmodernizowany w latach 1975–1979 drogowy i tramwajowy ciąg Retkinia–Widzew. Na trasę składały się wtedy odcinki ulicy o nazwach (patrząc od zachodu):
- aleja Adama Mickiewicza
- ulica Główna
- ulica Armii Czerwonej,

zawarte pomiędzy aleją Włókniarzy i ul. Wysoką. Tablica upamiętniająca powstanie Trasy W-Z w Łodzi znajdowała się w nieistniejących od 2013 r. podziemiach pod skrzyżowaniem ulicy Piotrkowskiej z alejami: marsz. Józefa Piłsudskiego od wschodu oraz Adama Mickiewicza od zachodu.
W 2013 r. Urząd Miasta Łodzi, w czasie prezydentury Hanny Zdanowskiej, rozpoczął, jedną z największych w ostatnich latach, inwestycję w łódzką infrastrukturę, tj. projekt „Modernizacja i rozbudowa Trasy W-Z”. Projekt realizowano w dwóch etapach. Pierwszy odcinek trasy budowano w ścisłym centrum miasta – powstał nowy tunel drogowy o długości 249 m. Na powierzchni tunelu, w centrum miasta (pomiędzy ul. Piotrkowską i al. Tadeusza Kościuszki), wybudowano Dworzec Tramwajowy Centrum, choć dla łodzian potocznie to Przesiadkowo lub Stajnia Jednorożców – jeden z najbardziej rozpoznawalnych obiektów w mieście. Drugim etapem projektu była rozbudowa i modernizacja linii tramwajowych (13,2 km), co umożliwiło połączenia tramwajowe między dzielnicami Retkinia i Olechów. Trasę otwarto w październiku 2015 r.
Obecnie określenie „Trasa W-Z” można rozszerzyć do ciągu ulic (licząc od zachodu):
- aleja gen. Zygmunta Waltera-Janke
- aleja ks. bpa Władysława Bandurskiego
- aleja Adama Mickiewicza
- aleja marsz. Józefa Piłsudskiego (DW713)
- ulica Rokicińska (DW713).

W skład trasy W-Z można również zaliczyć aleję ks. kard. Stefana Wyszyńskiego będącą główną arterią komunikacyjną Retkini.

## Historia
Idea budowy tej trasy powstała już w połowie lat 30. XX w. Zakładał to zatwierdzony w 1935 r. przez Radę Ministrów plan rozbudowy Łodzi. Wybuch wojny sprawił, że tych planów nie zrealizowano. Powrócił do nich niemiecki okupant podczas II wojny światowej. Jednym z ich elementów była budowa trasy biegnącej z zachodu na wschód Łodzi (podówczas nazwanej Litzmannstadt). Miała się zaczynać na Karolewie w okolicy dawnej fabryki rodziny Plihalów, późniejszej fabryki „Femina” a obecnie m.in. siedziba Urzędu Dzielnicowego Łódź-Polesie. Prace te prowadzono w latach 1940–1943. Według ich planów na Karolewie miał zostać zbudowany wielki stadion w kształcie podkowy. Dalej trasa miała przechodzić koło dworca Kaliskiego. W okolicy obecnego skrzyżowania ul. S. Żeromskiego i al. A. Mickiewicza miała powstać wielka hala ludowa, która mogłaby pomieścić kilkanaście tysięcy ludzi. Nieco dalej na wschód miało powstać nowe centrum miasta z ratuszem przy parku im. J. Poniatowskiego. Planów tych nie zdołano zrealizować. Powrócono do tej koncepcji w I poł. lat 70. XX w. w ramach wielkiego planu budowy i modernizacji Łodzi. Rozpoczęto wówczas budowę dwóch dużych osiedli mieszkaniowych na Retkini i Widzewa. Trasa, przechodząc przez centrum Łodzi, miała je połączyć.

### Na wschód od ul. Piotrkowskiej

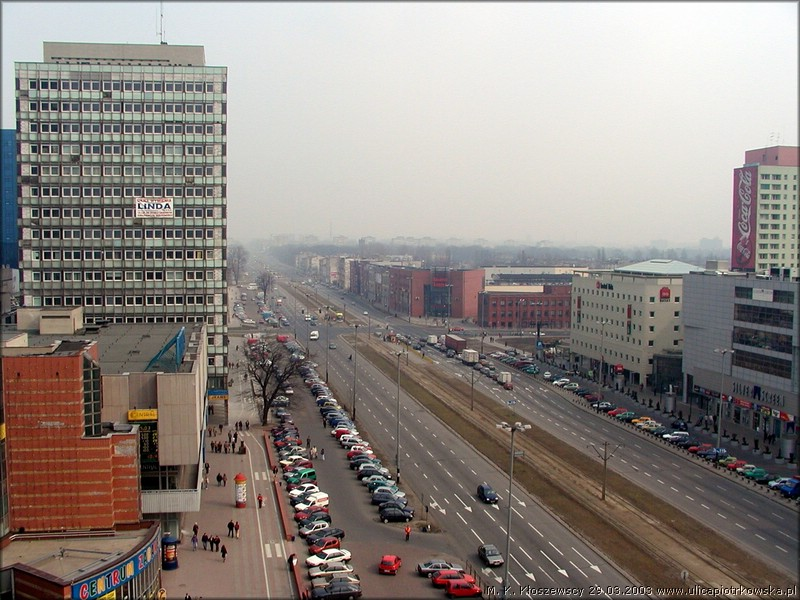
Al. Piłsudskiego w kierunku wschodnim w 2006 roku, po stronie północnej widoczne trzy drzewa (dawna ulica Główna)

#### Piotrkowska– Targowa
Śladu obecnej trasy W-Z należy szukać w ówczesnej szosie Rokicińskiej łączącej Łódź z Rokicinami.
Do chwili otwarcia, w 1866 r., Drogi Żelaznej Fabryczno-Łódzkiej, surowce do łódzkich fabryk dostarczane były tą szosą wozami konnymi ze stacji w Rokicinach znajdującej się na trasie Kolei Warszawsko-Wiedeńskiej.
Od Traktu Piotrkowskiego (obecna ulica Piotrkowska) tędy wiódł główny szlak transportowy do Rokicin.
Kolejne, historyczne nazwy tej drogi to:
- szosa/ulica Rokicińska (do 1827)
- ulica Główna (1827–1940) (Hauptstr. 1915–1918)
- Rudolf Heß Strasse (1940–1941), (Ostlandstr. 1941–1945)
- ulica Główna 1945
- ulica Józefa Stalina (?–1956)
- ulica Główna (1956–1979)
- aleja Adama Mickiewicza (1979–1990)
- aleja marsz. Józefa Piłsudskiego (od 1990).

#### Targowa – wiadukt na Widzewie
- szosa Rokicińska
- ulica Rokicińska (do 1945)
- aleja Armii Czerwonej (1945–1990)
- aleja marsz. Józefa Piłsudskiego (od 1990).

Zalążkiem obecnej trasy W-Z był odcinek od ulicy Targowej do ulicy Przędzalnianej, którego budowę rozpoczęto w 1948 r. Przez kolejne 25 lat był to jedyny zmodernizowany odcinek drogi, posiadający dwie jezdnie, z wydzielonym, między nimi, torowiskiem tramwajowym.
W latach 70. XX w. przebudowano i zmodernizowano kolejny fragment drogi, dzięki czemu znacznie poszerzono ciąg jezdny kosztem wyburzenia całej zabudowy po północnej stronie ulicy, obejmującej kilkadziesiąt kamienic wraz z podwórzami. Modernizacji dokonano pod szyldem „budowy trasy W-Z”. Odcinek Piotrkowska–Sienkiewicza został ponownie zabudowany jeszcze w latach 70. XX w. kompleksem biurowo-handlowym.
Obecnie na Skrzyżowaniu Marszałków (aleja Marszałka Józefa Piłsudskiego / aleja Marszałka Edwarda Rydza-Śmigłego / ul. Stefana Kopcińskiego), trasa W-Z krzyżuje się z drogę krajową DK14. Na tym węźle komunikacyjnym swój początek ma droga wojewódzka DW713 wiodąca do Januszewic przez Andrespol, Rokiciny, Ujazd oraz Tomaszów Mazowiecki.

#### Wiadukt na Widzewie – granica miasta
Do czasów II wojny światowej podłódzki odcinek szosy Rokicińskiej:
- szosa Rokicińska
- ulica Rokicińska (do dziś).

Obecnie odcinek ten stanowi drogę wojewódzką DW713

### Na zachód od ul.Piotrkowskiej

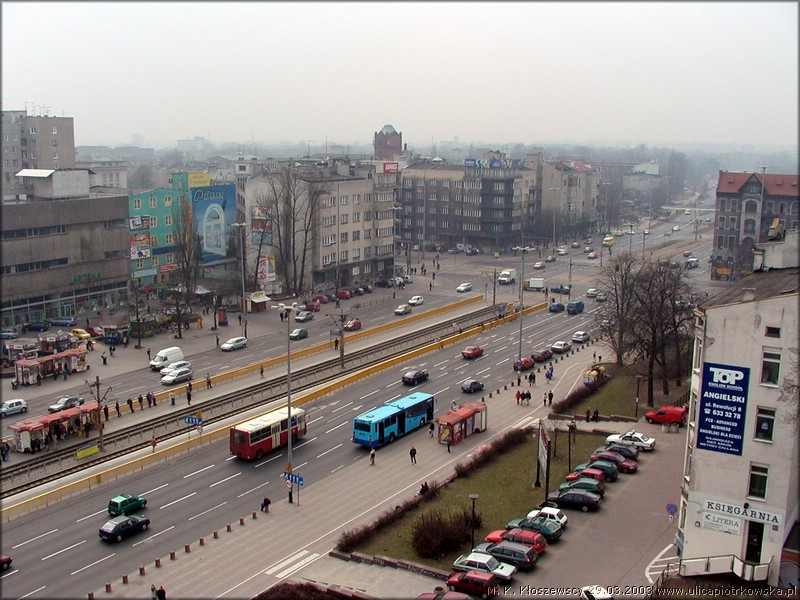
Na zachód od Piotrkowskiej (2006)

#### Piotrkowska–Dworzec Łódź Kaliska
Na wschód od Piotrkowskiej ulica nazywała się Główna, a następnie Anny (Rosickiej) / świętej Anny. Trasa, swój bieg kończyła początkowo na ulicy Wólczańskiej, później została przedłużona do ul. Łąkowej.
Pod koniec lat 70. XX w. władze państwowe wydały decyzję o zajęciu północnej części Parku im. ks. J. Poniatowskiego i tam obszarze wybudowano dwupasmową jezdnię z torowiskiem pośrodku, przedłużając w ten sposób trasę od ul. Łąkowej do obecnego Dworca Łódź Kaliska.
Droga, w różnych okresach, nosiła następujące nazwy:
- ulica Główna (1827–1845)
- ulica świętej Anny (ulica Anny Rosickiej, 1845–1933) (Annenstr. 1915–1918)
- ulica Bandurskiego (1933–1940)
- Annenstr. (1940), Rudolf Hess Str. (1940–1941), Ostlandstr. (1941–1945)
- ulica Bandurskiego (1945–1947)
- aleja Adama Mickiewicza (od 1947).

Obecnie w rejonie Dworca Łódź Kaliska, trasa W-Z krzyżuje się z aleją Włókniarzy i aleją Jana Pawła II – stanowiącymi drogę krajową DK1.

#### Dworzec Łódź Kaliska–Retkinia

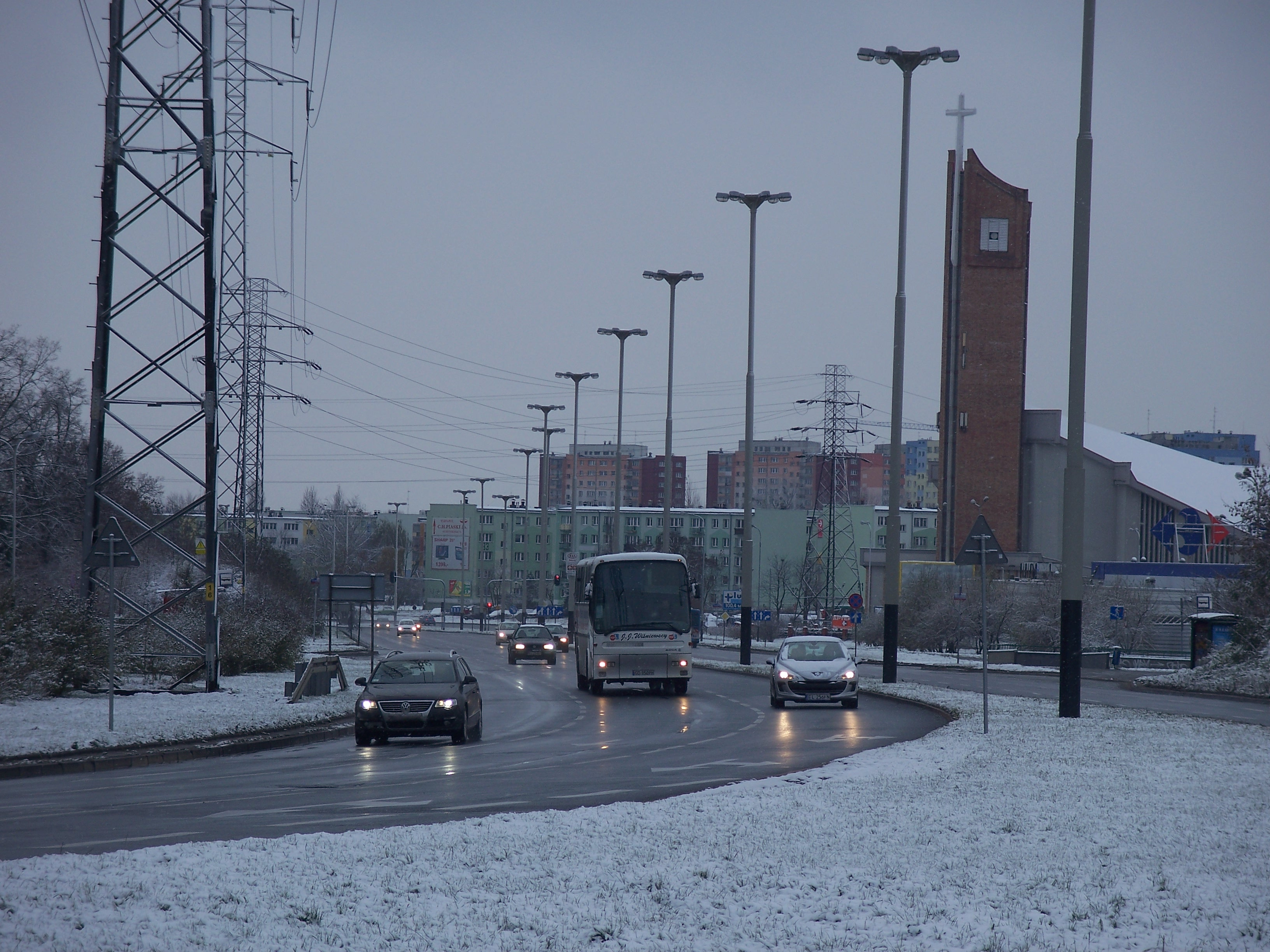
aleja Bandurskiego w 2008 roku.
Widok na południe od ulicy Krzemienieckiej

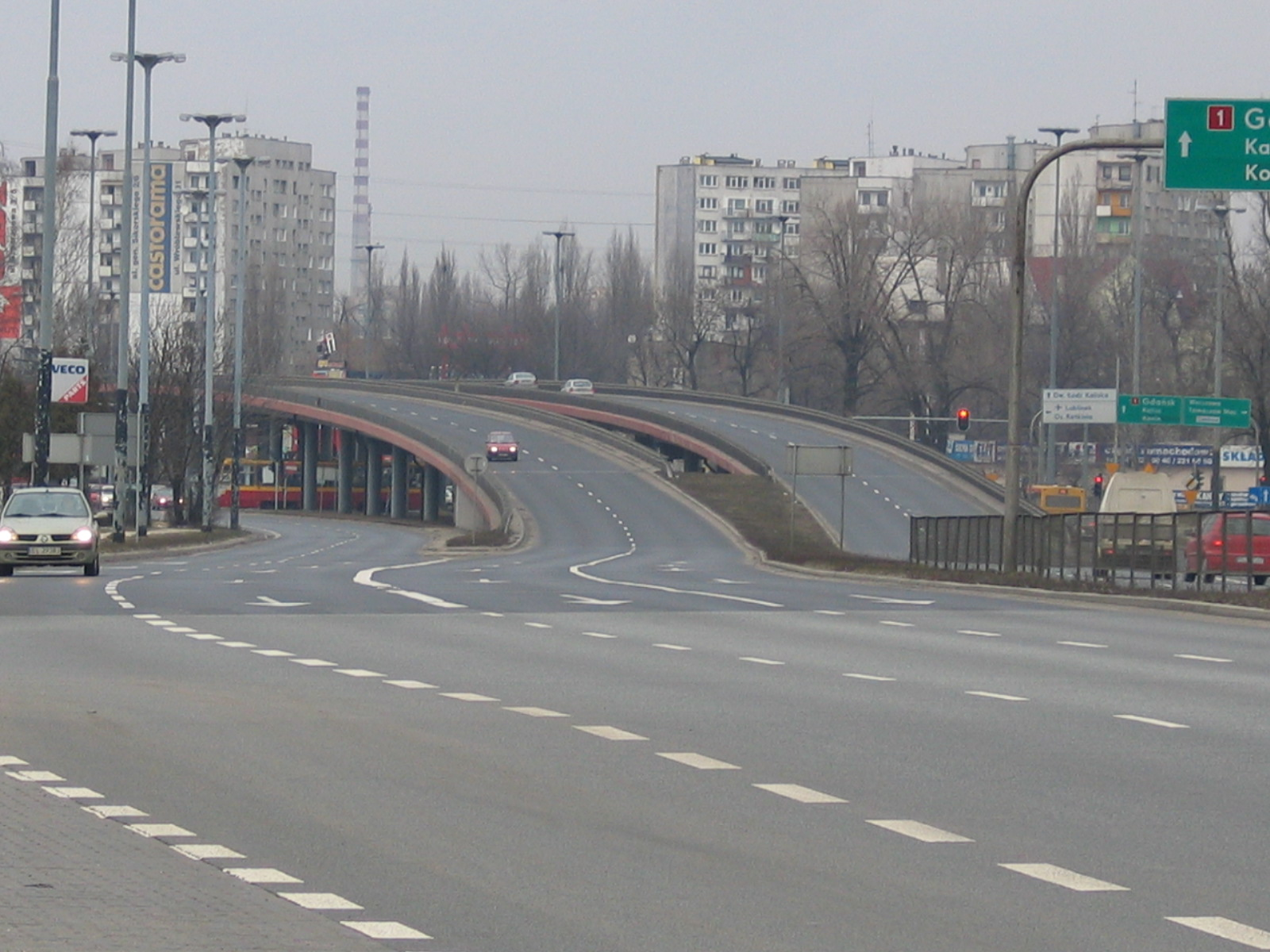
Estakada alei Włókniarzy, DK1 powstała w 1996 nad trasą W-Z. Widok od strony alei Jana Pawła II

To najpóźniej zbudowany odcinek trasy W-Z. Powstał on dopiero w latach 1994–1997.
Początkowo – tj. w fazie projektowania (lata 70./80. XX wieku) – patronem tego odcinka drogi miał być Adam Mickiewicz, jednak ostatecznie nadano mu nazwę:
- aleja ks. bpa Władysława Bandurskiego (od 1994).

#### Retkinia– Obywatelska
Droga łącząca Retkinię z ulicą Obywatelską od momentu zbudowania długo nie miała nadanej nazwy. Znajdująca się przy niej stacja benzynowa miała adres przypisany do ulicy Obywatelskiej.
Roboczo drogę tę do 1987 nazywano Trasą N-S. Późniejsi patroni to:
- ulica Władysława Gomułki (1987–1991)
- aleja gen. Zygmunta Waltera-Janke (od 1994).

Plany obejmowały przedłużenie obecnej alei Waltera-Janke, poprzez przebicie ul. Obywatelskiej, aż w kierunku Pabianic (w tym celu zbudowano niewykorzystane mosty tramwajowe nad Jasieniem). Rolę tę jednak przejęła rozbudowywana ulica Pabianicka.

#### Retkinia
W okresie budowy osiedla na Retkini (lata 70./80. XX wieku) wytyczono główną arterię komunikacyjną, której patronami zostali Ernst Thälmann (od „Bocianów” – rzeźby stanowiącej wtedy punkt orientacyjny dla mieszkańców Retkini – do ul. Retkińskiej) oraz Julian Marchlewski (od ul. Retkińskiej do ul. Salvadora Allende – obecnie ks. Jerzego Popiełuszki). W 1989 roku, uchwałą Rady Miejskiej w Łodzi, arterii nadano nazwę: aleja ks. kard. Stefana Wyszyńskiego. W planach było przedłużenie trasy W-Z, wraz z tramwajami przez osiedle Smulsko. Plany nie zostały zrealizowane, na skutek czego osiedle Smulsko jest rozdzielone szerokim pasem wolnego terenu.

## Tramwaj W-Z
Począwszy od modernizacji z lat 1975–1979 trasę W-Z budowano w układzie dwóch jezdni i wydzielonego torowiska tramwajowego. Tramwaj na trasie W-Z wraz z linią nr 10, stał się priorytetem kolejnych władz miasta i na tę linię kierowano, w pierwszej kolejności, najnowsze składy tramwajowe w Łodzi.

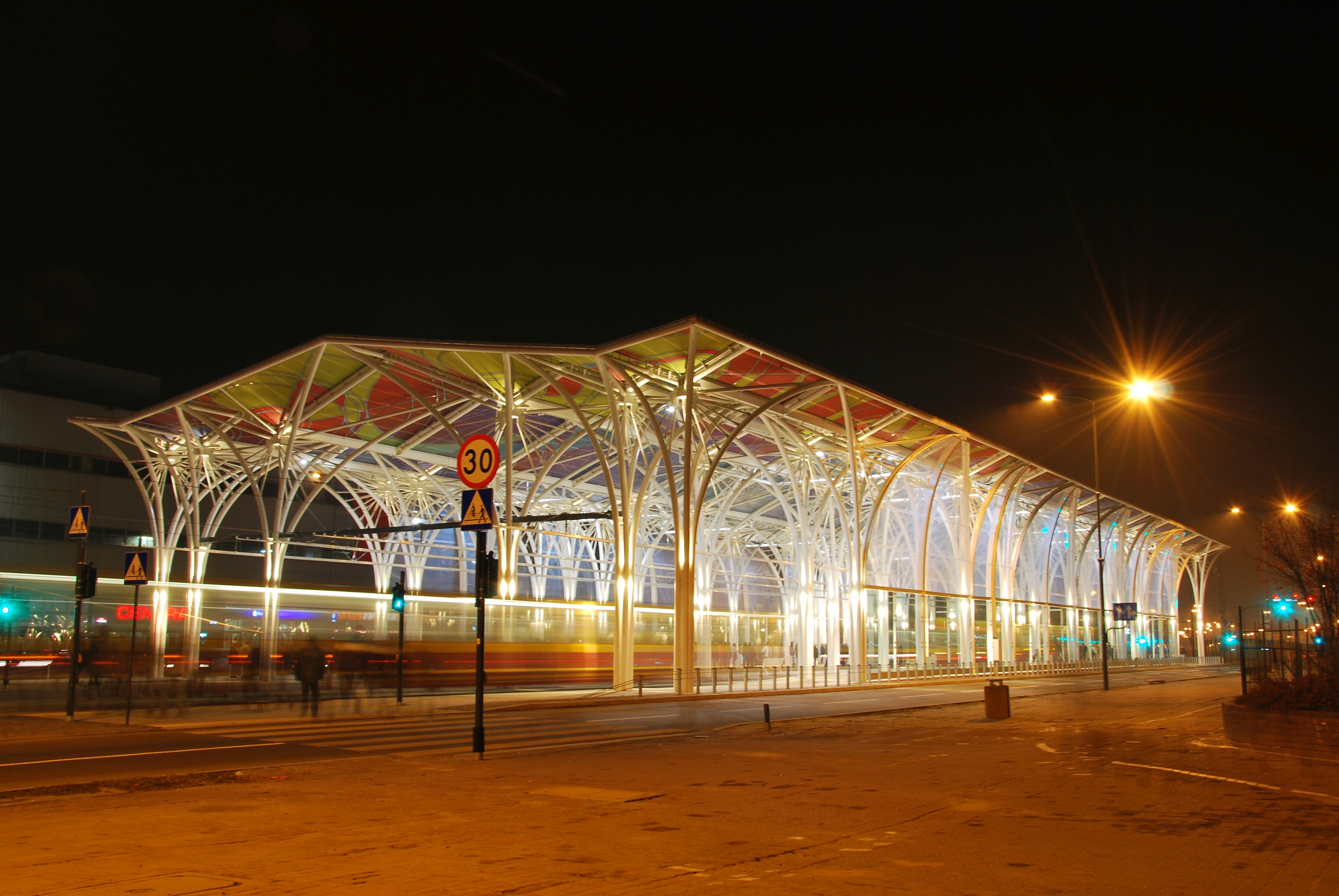
Dworzec Tramwajowy przy al. Mickiewicza w Łodzi

W październiku 2015 r., zakończyła się dwuletnia rozbudowa i modernizacja trasy tramwajowej, w wyniku której połączono Retkinię z Olechowem. Robotami objęto 13,2 km trasy. Pomiędzy al. Kościuszki i ul. Piotrkowską został zbudowany Dworzec Tramwajowy Centrum, łączący ŁTR z tramwajami na trasie W-Z. Przez to, na odcinku od ul. Gdańskiej (nie wliczając w to przejazdu pod ul. Żeromskiego) do ul. Kilińskiego, ruch samochodowy częściowo odbywa się podziemnym tunelem, a przejścia podziemne pod ul. Piotrkowską i ul. Sienkiewicza zostały zlikwidowane. Dla usprawnienia komunikacji miejskiej na al. Wyszyńskiego autobusy poruszają się po pasie autobusowo-tramwajowym. Odnowione przystanki na całej długości trasy wyposażone są w elektroniczne tablice systemu informacji pasażerskiej.

## Remont trasy W-Z

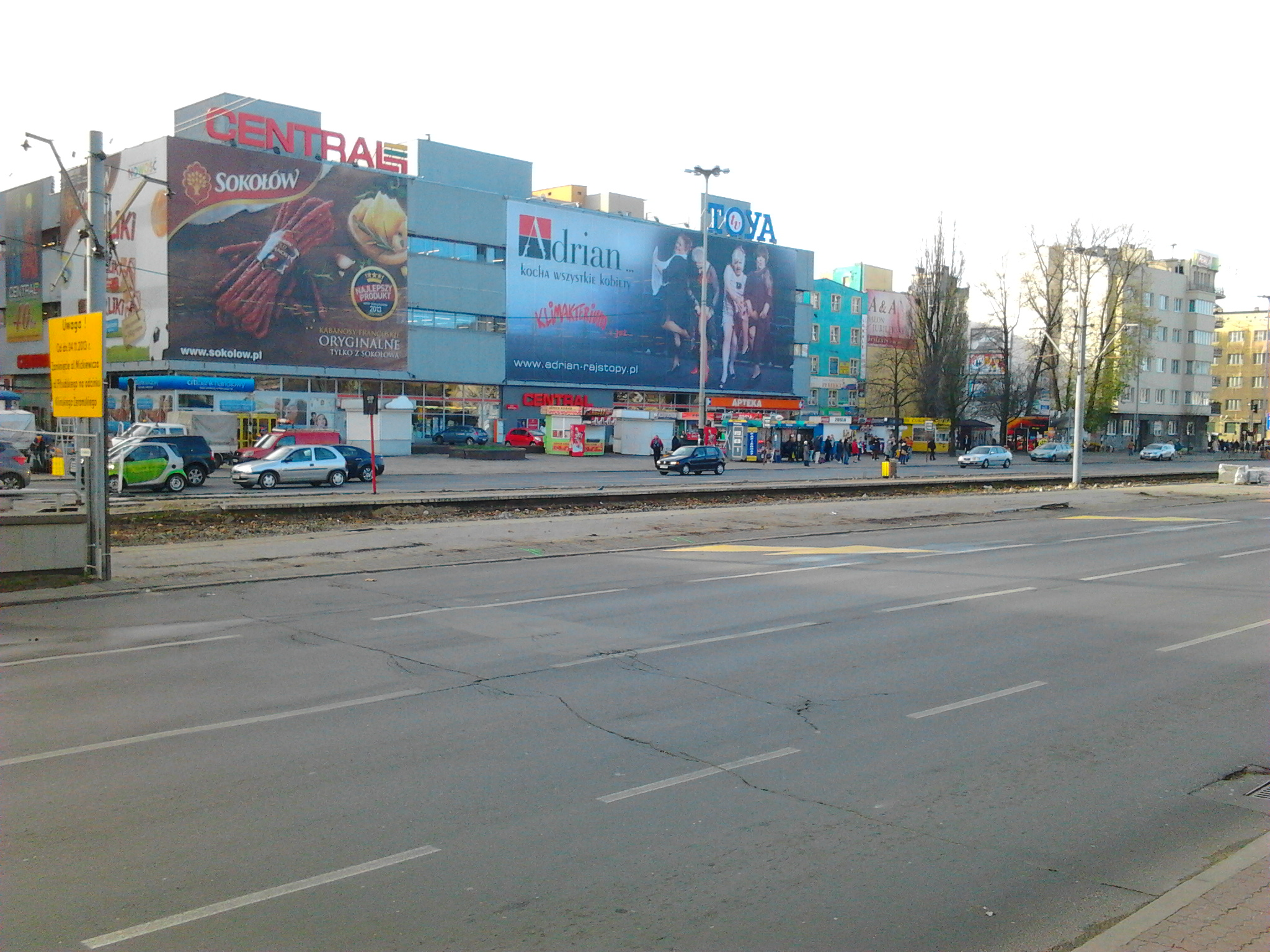
Remont trasy W-Z (al. Mickiewicza między ul. Piotrkowską a Kościuszki) – zdjęcie z końca października 2013

1 października 2013 r. rozpoczęła się dwuletnia przebudowa trasy W-Z, obejmująca budowę centrum przesiadkowego na al. Mickiewicza pomiędzy ul. Piotrkowską i al. Kościuszki, wydłużenie linii tramwajowej na Olechów, a także budowę tunelu dla samochodów.

### Przebieg prac
- Październik 2013: rozpoczęcie prac związanych z demontażem torowiska tramwajowego na al. Mickiewicza. Zawieszono linie tramwajowe 1, 7, 10, 15A, zmieniono przebieg 5 linii tramwajowych, uruchomiono 10 tymczasowych przystanków, wprowadzono 4 linie zastępcze za tramwaje, zmieniono trasy 5 linii autobusów dziennych oraz wszystkie trasy autobusów nocnych[5][6]. Od 7 października rozpoczął się demontaż torów[7].
- Listopad 2013: od 4 listopada zamknięte są skrzyżowania al. Mickiewicza z al. Kościuszki oraz al. Mickiewicza z Wólczańską. Na al. Mickiewicza od ul. Wólczańskiej do ul. Kilińskiego mogą poruszać się tylko taksówki i komunikacja zbiorowa[8][9], wzdłuż al. Mickiewicza wyznaczono buspasy dla komunikacji zbiorowej i taksówek[10].
- Lipiec 2014:
  - 1 lipca: zamknięcie skrzyżowania Żwirki/Piotrkowska. Zmienione trasy tramwajów 2, 3, 6, 7, 11, 16, 16A. 2, 6, 11, 16 i 16A kursują przez Politechniki i Gdańską, 3 do Chocianowic, a 7 przez Śmigłego-Rydza i Pomorską.
  - 14 lipca: zamknięcie torowiska na odcinku Piłsudskiego/Kilińskiego–Piłsudskiego–Rokicińska–Augustów. Przez to zmienione trasy mają linie 3, 9, 9A, a linia 14 została zawieszona.
  - 21 lipca: linia 14 „wraca na tory”; kursuje w relacji Dąbrowa–Wyszyńskiego
  - 26 lipca: zamknięcie torowiska na odcinku Wyszyńskiego–Bratysławska, wszystkie tramwaje dojeżdżają do pętli Bratysławska. W zamian za tramwaj kursuje linia Z10 w relacji Augustów–Wyszyńskiego.
- Sierpień 2014: ograniczenie kursowania 14; w szczycie kursuje co 20 min, poza nim co 40 min.
- Wrzesień 2014: 1 września – otwarcie skrzyżowania Piotrkowska/Żwirki, na swoje trasy wracają tramwaje linii 2, 3, 11. „Trójka” kursuje do Dworca Łódź Żabieniec. 6, 16, 16A nadal kursują objazdem z powodu jednotorowego odcinka na skrzyżowaniu Mickiewicza/Kościuszki.
- Październik 2014: 27 października – tramwaje 6, 16 i 16A jeżdżą już Piotrkowską i Kościuszki; otwarcie skrzyżowania Mickiewicza/Kościuszki.
- Listopad 2014: 22 listopada – zamknięcie ruchu tramwajowego na Retkini, 8 zawieszona, 12 kursuje na Chochoła, 14 na Dworzec Łódź Żabieniec.
- Luty 2015: 1 lutego zamknięto skrzyżowanie Piłsudskiego/Kilińskiego; zmiana tras Z1 i Z5.
- Marzec 2015:
  - 1 marca – rozpoczęcie prac na skrzyżowaniach: Marszałków, Piłsudskiego–Niciarniana, i na skrzyżowaniu Jana Pawła II/Włókniarzy–Mickiewicza/Bandurskiego; zmiana tras 50, 52, 54, 54A, 64, 65, 65A, 70, 70A, 70B, 75, 82, 82A, 85, 85A, 86, 93, 96, 98, 98A, Z10, N1, N2, uruchomienie Z8 i Z98, zawieszenie 98B.
  - 16 marca – zmiana tras 4, 9, 9A, 13, 14, 57, Z1, likwidacja 7, Z5, uruchomienie 1, Z4.
- Maj 2015: 2 maja – zmiana tras 76, 99 i 99A na Retkini.
- Czerwiec 2015: 14 czerwca – II etap prac na skrzyżowaniu przy Dworcu Kaliskim; zmiana tras: 12, 14, 50, 52, 65, 65A, 80, 86, 93, 98, 98A, 99, 99A, Z10, N2, zawieszenie 13, uruchomienie Z12.
- Lipiec 2015:
  - 5 lipca – remont al. Mickiewicza; zmiana tras 98, 98A i Z10.
  - 13 lipca – II etap prac na skrzyżowaniu Marszałków; zmiana tras 54, 54A, 64, 70, 70A, 70B, 75, 82, 82A, 85, 85A, 96, 98, 98A, N1, Z4, Z10, Z98; zawieszenie Z8.
- Sierpień 2015: noc 15/16 sierpnia – remont al. Mickiewicza; zmiana tras 98, 98A, Z10, N2, N4, N5, N6, N7.
- Wrzesień 2015: 1 września – zakończenie prac na skrzyżowaniu Włókniarzy/Jana Pawła II–Mickiewicza/Bandurskiego, oraz likwidacja przejazdu na al. Piłsudskiego przy ul. Nowej; zmiana tras 12, 14, 50, 52, 65, 65A, 80, 86, 93, 98, 98A, 99, 99A, Z10, N1, N2; likwidacja Z12.